# Frans Krätzig
Frans Krätzig (sinh ngày 14 tháng 1 năm 2003) là một cầu thủ bóng đá chuyên nghiệp người Đức hiện tại đang thi đấu ở vị trí hậu vệ cánh trái hoặc tiền vệ cho câu lạc bộ Red Bull Salzburg tại Giải bóng đá vô địch quốc gia Áo.

## Sự nghiệp thi đấu

### Đầu sự nghiệp
Krätzig được sinh ra tại Nürnberg, Franken. Anh bắt đầu sự nghiệp tại Post SV Nürnberg trước khi gia nhập 1. FC Nürnberg vào năm 2012, tiếp theo là đội trẻ của Bayern München vào năm 2017. Do xa nhà nên anh theo học trường nội trú và là một trong những tài năng đầu tiên của FC Bayern Campus khai trương vào mùa hè năm 2017.
Khi chơi cho đội U-19, Krätzig đã ký hợp đồng chuyên nghiệp với Bayern München vào tháng 2 năm 2021. Vào tháng 9 năm 2021, anh dính chấn thương xương mu dai dẳng khiến anh phải ngồi ngoài cho đến tháng 4 năm 2022. Từng là một tiền vệ tấn công, Krätzig được chuyển sang đá hậu vệ cánh trái tại Bayern München II, dưới thời của huấn luyện viên Holger Seitz.

### Bayern München
Vào tháng 3 năm 2023, Krätzig ký bản hợp đồng hai năm với Bayern München. Anh được chọn tham gia cùng đội 1 trong chuyến du đấu trước mùa giải ở Singapore để thi đấu với Manchester City vào tháng 7 năm 2023. Krätzig đã ghi bàn bằng một cú sút xa ngoạn mục ở phút cuối cùng giúp Bayern München giành chiến thắng 4–3 trước Liverpool vào ngày 2 tháng 8 năm 2023 tại Audi Football Summit và giành Cúp giao hữu Singapore. Sau đó, anh có tên trên băng ghế dự bị trong trận thua 0–3 trước RB Leipzig tại Siêu cúp Đức vào ngày 13 tháng 8 năm 2023.
Vào ngày 23 tháng 9 năm 2023, Krätzig có trận ra mắt Bundesliga khi vào sân từ băng ghế dự bị ở phút 65 thay cho Alphonso Davies, trong chiến thắng 7–0 trên sân nhà trước VfL Bochum. 3 ngày sau, anh ra sân lần thứ hai cho đội bóng, vào sân từ băng ghế dự bị ở phút thứ 11 và góp phần vào chiến thắng 4-0 trên sân khách trước SC Preußen Münster tại Cúp bóng đá Đức, trong đó anh ghi bàn thắng thứ hai, bàn thắng chuyên nghiệp đầu tiên cho Bayern. Vào ngày 6 tháng 10 năm 2023, anh gia hạn hợp đồng với câu lạc bộ đến năm 2027. Vào ngày 29 tháng 11, anh có trận ra mắt UEFA Champions League, vào sân từ băng ghế dự bị ở phút 86, trong trận hòa không bàn thắng trước Copenhagen.

#### Cho mượn tại Austria Wien
Vào ngày 6 tháng 2 năm 2024, anh gia nhập câu lạc bộ Austria Wien tại Giải bóng đá vô địch quốc gia Áo theo dạng cho mượn 6 tháng, cho đến cuối mùa giải.

## Sự nghiệp quốc tế
Vào tháng 9 năm 2023, Krätzig chơi những trận đấu quốc tế đầu tiên cho đội tuyển U-20 Đức tại giải đấu Under 20 Elite League 2023–24 gặp Ý và Ba Lan, đều kết thúc với tỷ số hòa 1-1.

## Thống kê sự nghiệp
Tính đến trận đấu diễn ra vào ngày 26 tháng 6 năm 2025
| Câu lạc bộ              | Mùa giải            | Giải đấu            | Giải đấu | Giải đấu | Cúp quốc gia | Cúp quốc gia | Châu lục | Châu lục | Khác | Khác | Tổng cộng | Tổng cộng |
| Câu lạc bộ              | Mùa giải            | Hạng đấu            | Trận     | Bàn      | Trận         | Bàn          | Trận     | Bàn      | Trận | Bàn  | Trận      | Bàn       |
| ----------------------- | ------------------- | ------------------- | -------- | -------- | ------------ | ------------ | -------- | -------- | ---- | ---- | --------- | --------- |
| Bayern München II       | 2022–23             | Regionalliga Bayern | 32       | 2        | —            | —            | —        | —        | —    | —    | 32        | 2         |
| Bayern München II       | 2023–24             | Regionalliga Bayern | 3        | 1        | —            | —            | —        | —        | —    | —    | 3         | 1         |
| Bayern München II       | Tổng cộng           | Tổng cộng           | 35       | 3        | —            | —            | —        | —        | —    | —    | 35        | 3         |
| Bayern München          | 2023–24             | Bundesliga          | 4        | 0        | 2            | 1            | 1        | 0        | 0    | 0    | 7         | 1         |
| Austria Wien (mượn)     | 2023–24             | Austrian Bundesliga | 14       | 1        | 0            | 0            | 0        | 0        | —    | —    | 14        | 1         |
| VfB Stuttgart (mượn)    | 2024–25             | Bundesliga          | 1        | 0        | 2            | 0            | 0        | 0        | 1    | 0    | 4         | 0         |
| VfB Stuttgart II (mượn) | 2024–25             | 3. Liga             | 2        | 0        | —            | —            | —        | —        | —    | —    | 2         | 0         |
| 1. FC Heidenheim (mượn) | 2024–25             | Bundesliga          | 16       | 1        | —            | —            | 0        | 0        | 2    | 0    | 18        | 1         |
| Red Bull Salzburg       | 2024–25             | Austrian Bundesliga | —        | —        | —            | —            | —        | —        | 3    | 0    | 3         | 0         |
| Red Bull Salzburg       | 2025–26             | Austrian Bundesliga | 0        | 0        | 0            | 0            | 0        | 0        | —    | —    | 0         | 0         |
| Red Bull Salzburg       | Tổng cộng           | Tổng cộng           | 0        | 0        | 0            | 0            | 0        | 0        | 3    | 0    | 3         | 0         |
| Tổng cộng sự nghiệp     | Tổng cộng sự nghiệp | Tổng cộng sự nghiệp | 72       | 5        | 4            | 1            | 1        | 0        | 9    | 0    | 86        | 6         |

1. ↑  Bao gồm DFB-Pokal, Austrian Cup
2. ↑  Số lần ra sân tại UEFA Champions League
3. ↑  Ra sân tại DFL-Supercup
4. ↑  Số lần ra sân tại Bundesliga play-offs xuống hạng
5. ↑  Số lần ra sân tại FIFA Club World Cup